# Lower Kananaskis Lake
Lower Kananaskis Lake är en sjö i Kanada.   Den ligger i provinsen Alberta, i den södra delen av landet, 3 000 km väster om huvudstaden Ottawa. Lower Kananaskis Lake ligger 1 667 meter över havet. Arean är 4,7 kvadratkilometer. Den sträcker sig 5,1 kilometer i nord-sydlig riktning, och 1,7 kilometer i öst-västlig riktning.
I omgivningarna runt Lower Kananaskis Lake växer i huvudsak barrskog. Trakten runt Lower Kananaskis Lake är nära nog obefolkad, med mindre än två invånare per kvadratkilometer.